# Катар на Светском првенству у атлетици на отвореном 2013.
Катар је учествовао на 14. Светском првенству у атлетици на отвореном 2013. одржаном у Москви од 10. до 18. августа четрнаести пут, односно учествовао је на свим првенствима до данас. Репрезентацију Катара представљало је 5 такмичара који су се такмичили у пет дисциплина.,
На овом првенству Катар је по броју освојених медаља делио 26. место са освојеном једном, сребрном медаљом.  У табели успешности према броју и пласману такмичара који су учествовали у финалним такмичењима (првих 8 такмичара) Катар је са једним учесником у финалу делио 38. место са 7 бодова.
| Плас. | Земља | 1. место | 2. место | 3. место | 4. место | 5. место | 6. место | 7. место | 8. место | Бр. финал. | Бод. |
| ----- | ----- | -------- | -------- | -------- | -------- | -------- | -------- | -------- | -------- | ---------- | ---- |
| =38.  | Катар | 0        | 1        | 0        | 0        | 0        | 0        | 0        | 0        | 1          | 7    |

## Учесници
Мушкарци:
- Самјуел Франсис — 100 м
- Мусаеб Абдулрахман Бала — 800 м
- Мохамед ал-Гарни — 1.500 м
- Мутаз Еса Баршим — Скок увис
- Ashraf Amgad Elseify — Бацање кладива

## Освајачи медаља (1)

### Сребро (1)
- Мутаз Еса Баршим — Скок увис

## Резултати

### Мушкарци
| Атлетичар               | Дисциплина     | Лични рекорд | Предтакмичење   | Предтакмичење   | Квалификације        | Квалификације        | Полуфинале           | Полуфинале     | Финале               | Финале               | Детаљи |
| Атлетичар               | Дисциплина     | Лични рекорд | Резултат        | Место           | Резултат             | Место                | Резултат             | Место          | Резултат             | Место                | Детаљи |
| ----------------------- | -------------- | ------------ | --------------- | --------------- | -------------------- | -------------------- | -------------------- | -------------- | -------------------- | -------------------- | ------ |
| Самјуел Франсис         | 100 м          | 9,99 НР      | с л о б о д а н | с л о б о д а н | 10,21 КВ             | 3. у гр. 5           | Није стартовао       | Није стартовао | Није се квалификовао | Није се квалификовао |        |
| Мусаеб Абдулрахман Бала | 800 м          | 1:43,93 НР   |                 |                 | 1:46,94 КВ           | 2. у гр. 4           | 1:45,43              | 3. у гр. 3     | Није се квалификовао | 11 / 46 (49)         |        |
| Мохамед ал-Гарни        | 1.500 м        | 3:34,61      | 3:40,01         | 10. у гр. 1     | Није се квалификовао | Није се квалификовао | Није се квалификовао | 23 / 37 (38)   |                      |                      |        |
| Мутаз Еса Баршим        | Скок увис      | 2,40 НР      | 2,29 кв         | 4. у гр. А      |                      |                      | 2,38                 |                |                      |                      |        |
| Ashraf Amgad Elseify    | Бацање кладива | 76,37        | 69,70           | 13. у гр. А     | Није се квалификовао | 26 / 27 (29)         |                      |                |                      |                      |        |